# Franz Joseph Emil Fischer
Franz Joseph Emil Fisher  (19 de marzo de 1877, Friburgo de Brisgovia  - 1 de diciembre de 1947, Múnich).fue un químico alemán.  Junto con Hans Tropsch descubrió el llamado Proceso Fischer-Tropsch que permite obtener hidrocarburos líquidos ligeros a partir de óxido de carbono.    

## Carrera profesional
Estudió en la ciudad alemana de Giessen, donde se doctoró en 1901 bajo la dirección de Karl Elbs con la tesis sobre la electrólisis del ácido sulfúrico con ánodos de plomo. Después de una carrera académica variada en la que trabajó con químicos como Wilhelm Ostwald, y Hermann Emil Fischer, fue nombrado director del Instituto Kaiser Wilhelm para la Investigación sobre el Carbón (actualmente Instituto Max Planck para la Investigación del Carbón), en 1913, permaneciendo en el cargo hasta su jubilación, en 1943. En 1925, junto con Hans Tropsch, descubrió el proceso Fischer-Tropsch, que permitió la producción de hidrocarburos líquidos a partir de monóxido de carbono e hidrógeno con un catalizador metálico a temperaturas de 150 a 300 °C. Años más tarde, en 1930, trabajando con Hans Schrader, desarrolló el ensayo Fischer, una prueba de laboratorio estandarizada que permite estimar el rendimiento esperado de petróleo de esquisto bituminoso en una extracción convencional de este hidrocarburo.  
Se unió al Partido Nazi en 1933.   